# Ryōta Murata
Ryōta Murata (村田 諒太, Murata Ryōta) est un boxeur japonais né le 12 janvier 1986 à Nara.

## Carrière

### Carrière amateur
Champion olympique aux Jeux de Londres en 2012, sa carrière amateur est également marquée par une médaille d'argent aux championnats du monde de Bakou en 2011 et par une médaille de bronze aux championnats d'Asie d'Hô-Chi-Minh-Ville en 2005 dans la catégorie poids moyens.

### Carrière professionnelle
Il commence sa carrière professionnelle le 25 août 2013. Affrontant d'emblée des boxeurs de valeur, il remporte dans les deux années suivantes 7 victoires consécutives, dont 5 par KO. Pour son premier combat en dehors du Japon, le 7 novembre 2015, il bat le néo-zélandais Gunnar Jackson par décision unanime des juges. Le 20 mai 2017, il affronte Hassan N'Dam N'Jikam pour le gain du titre de champion WBA régulier mais s'incline aux points à Tokyo sur décision partagée. Ryota Murata est enfin sacré champion du monde WBA des moyens, à Kokugikan (Japon), le dimanche 22 octobre 2017.

## Palmarès
- Champion du monde WBA en 2017 des moyens à Kokugikan (Japon)
- Médaille d'or en -75 kg aux Jeux de 2012 à Londres, Angleterre
- Médaille d'argent en -75 kg en 2011 à Bakou, Azerbaïdjan
- Médaille de bronze en -75 kg en 2005 à Hô-Chi-Minh-Ville,  Viêt Nam